# Región Toluca
Región 17 Toluca es la decimoséptima de las 20 regiones en que se divide el Estado de México.  Se localiza al centro del estado.

## Municipios de la Región
- Toluca
- Zinacantepec